# Katschip

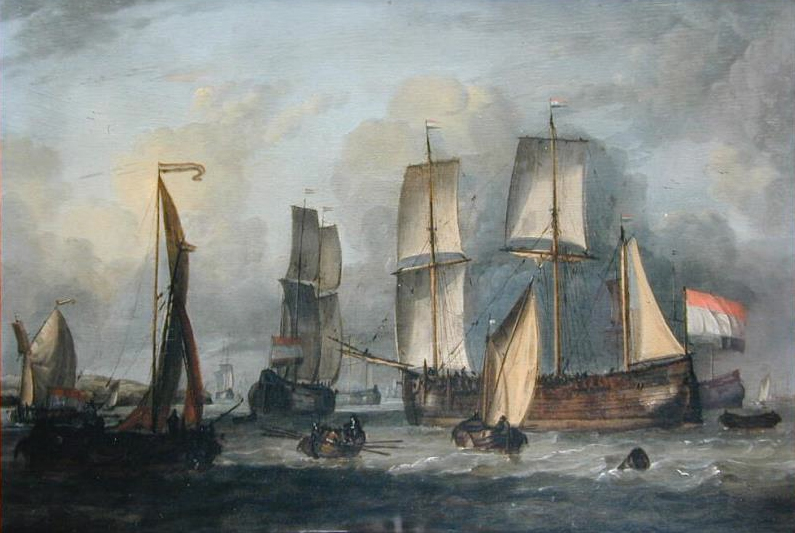
Vijf katschepen op de rede van Hoorn door Jan Claesz. Rietschoof

Een katschip of kortweg kat was een hoekig en plomp schip met een vlakke bodem dat ontwikkeld werd in de 17e eeuw. 
Het katschip werd in de 17e en 18e eeuw gebruikt in de Republiek, Engeland en Scandinavië en was vooral geschikt voor ondiepe wateren omdat het weinig diepgang had.

## Kenmerken
Het schip was een driemaster en had hoekige kimmen en een rechte boord tot op de hoogte van het dek. Daar helde het dan weer naar binnen. De kat had een steilgaande, ronde boeg die op een kattenkop geleek. Doordat er een galjoen (het vooruitstekende deel bij de boegspriet) ontbrak, was de boeg stomp. 
Er was geen hut aanwezig op het dek, maar wel een vooronder. Onder de overloop op het achterschip was er een kajuit. Het schip was voorzien van een eenvoudig tuig dat door zeven scheepslieden kon worden bediend. De kat bestond uit een stokanker dat werd opgetrokken tegen de boeg en vastgesnoerd met een rustlijn. Dat heette katten. 

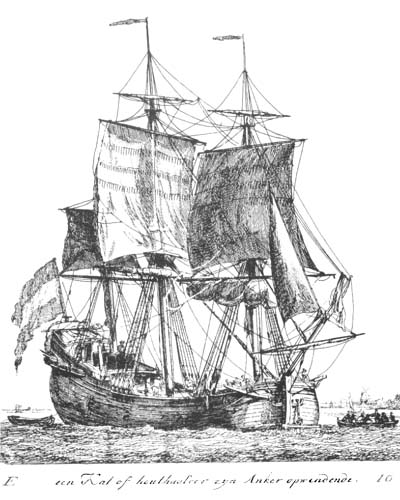
Katschip door Gerrit Groenewegen

## Gebruik
Het katschip was door zijn vorm een traag vaartuig. De bouw was licht en daardoor kon het niet zwaar beladen worden. Het werd dan ook vooral gebruikt voor het vervoer van hout; vandaar de bijnaam ‘houtschepen’. 
De afmetingen waren: lengte 116 voet, wijdte 23 voet, holte 12 voet. De bestemming van het katschip was meestal Oost-Indië.